# أدامز (مينيسوتا)
أدامز (بالإنجليزية: Adams, Minnesota) هي مدينة تقع في ولاية مينيسوتا في الولايات المتحدة. تبلغ مساحة هذه المدينة 2.62 (كم²)، وترتفع عن سطح البحر 392 م، بلغ عدد سكانها 787 نسمة في عام 2010 حسب إحصاء مكتب تعداد الولايات المتحدة.

## التركيبة السكانية
قام مكتب تعداد الولايات المتحدة بتحديد بيانات التركيبة السكانية لأدامز في تعداد الولايات المتحدة. في ما يلي، التركيبة السكانية حسب تعدادي 2000 و2010.

### تعداد عام 2000
بلغ عدد سكان أدامز 800 نسمة بحسب تعداد عام 2000، وبلغ عدد الأسر 329 أسرة وعدد العائلات 208 عائلة مقيمة في المدينة. في حين سجلت الكثافة السكانية 791.6 نسمة لكل ميل مربع (305.6/كم2). وبلغ عدد الوحدات السكنية 351 وحدة بمتوسط كثافة قدره 347.3 نسمة لكل ميل مربع (134.1/كم2).
وتوزع التركيب العرقي للمدينة بنسبة 99.25% من البيض و 0.12% من الأمريكيين الأصليين و 0.38% من الأمريكيين ذوي الأصول الآسيوية.
بلغ عدد الأسر 329 أسرة كانت نسبة 24.3% منها لديها أطفال تحت سن الثامنة عشر تعيش معهم، وبلغت نسبة الأزواج القاطنين مع بعضهم البعض 55.6% من أصل المجموع الكلي للأسر، ونسبة 5.8% من الأسر كان لديها معيلات من الإناث دون وجود شريك، وكانت نسبة 36.5% من غير العائلات. تألفت نسبة 35.0% من أصل جميع الأسر من أفراد ونسبة 24.9% كانوا يعيش معهم شخص وحيد يبلغ من العمر 65 عاماً فما فوق. وبلغ الحجم الوسطي للأسر 2.85، أما الحجم الوسطي للعائلات فبلغ 2.21.
بلغ العمر الوسطي للسكان 49 عاماً. وكانت نسبة 20.9% من القاطنين تحت سن الثامنة عشر، وكانت نسبة 6.5% بين الثامنة عشر والأربعة وعشرون عاماً، ونسبة 19.3% كانت واقعةً في الفئة العمرية ما بين الخامسة والعشرون حتى والأربعة وأربعون عاماً، ونسبة 17.0% كانت ما بين الخامسة والأربعون حتى الرابعة والستون، ونسبة 36.4% كانت ضمن فئة الخامسة والستون عاماً فما فوق. وتوزع التركيب الجنسي للسكان بنسبة 45.8% ذكور و54.2% إناث.

### تعداد عام 2010
بلغ عدد سكان أدامز 787 نسمة بحسب تعداد عام 2010، وبلغ عدد الأسر 304 أسرة وعدد العائلات 188 عائلة مقيمة في المدينة. في حين سجلت الكثافة السكانية 779.2 نسمة لكل ميل مربع (300.9/كم2). وبلغ عدد الوحدات السكنية 330 وحدة بمتوسط كثافة قدره 326.7 لكل ميل مربع (126.1/كم2).
وتوزع التركيب العرقي للمدينة بنسبة 98.3% من البيض و 1.1% من عرقين مختلطين أو أكثر.
بلغ عدد الأسر 304 أسرة كانت نسبة 28.3% منها لديها أطفال تحت سن الثامنة عشر تعيش معهم، وبلغت نسبة الأزواج القاطنين مع بعضهم البعض 50.7% من أصل المجموع الكلي للأسر، ونسبة 7.6% من الأسر كان لديها معيلات من الإناث دون وجود شريك، بينما كانت نسبة 3.6% من الأسر لديها معيلون من الذكور دون وجود شريكة وكانت نسبة 38.2% من غير العائلات. تألفت نسبة 34.5% من أصل جميع الأسر من أفراد ونسبة 20.4% كانوا يعيش معهم شخص وحيد يبلغ من العمر 65 عاماً فما فوق. وبلغ الحجم الوسطي للأسر 2.95، أما الحجم الوسطي للعائلات فبلغ 2.30.
بلغ العمر الوسطي للسكان 46.6 عاماً. وكانت نسبة 21.3% من القاطنين تحت سن الثامنة عشر، وكانت نسبة 7.3% بين الثامنة عشر والأربعة وعشرون عاماً، ونسبة 19.1% كانت واقعةً في الفئة العمرية ما بين الخامسة والعشرون حتى والأربعة وأربعون عاماً، ونسبة 20.8% كانت ما بين الخامسة والأربعون حتى الرابعة والستون، ونسبة 31.4% كانت ضمن فئة الخامسة والستون عاماً فما فوق. وتوزع التركيب الجنسي للسكان بنسبة 46.4% ذكور و53.6% إناث.

## وصلات خارجية
- The US50 - Cities and Towns in Minnesota State